# Perky
Perky (německy Perke) je malá vesnice, část obce Častrov v okrese Pelhřimov. Nachází se 1 km na jihovýchod od Častrova. V roce 2009 zde bylo evidováno 10 adres. V roce 2001 zde trvale žilo 6 obyvatel.
Perky leží v katastrálním území Častrov o výměře 14,01 km2.

## Další fotografie

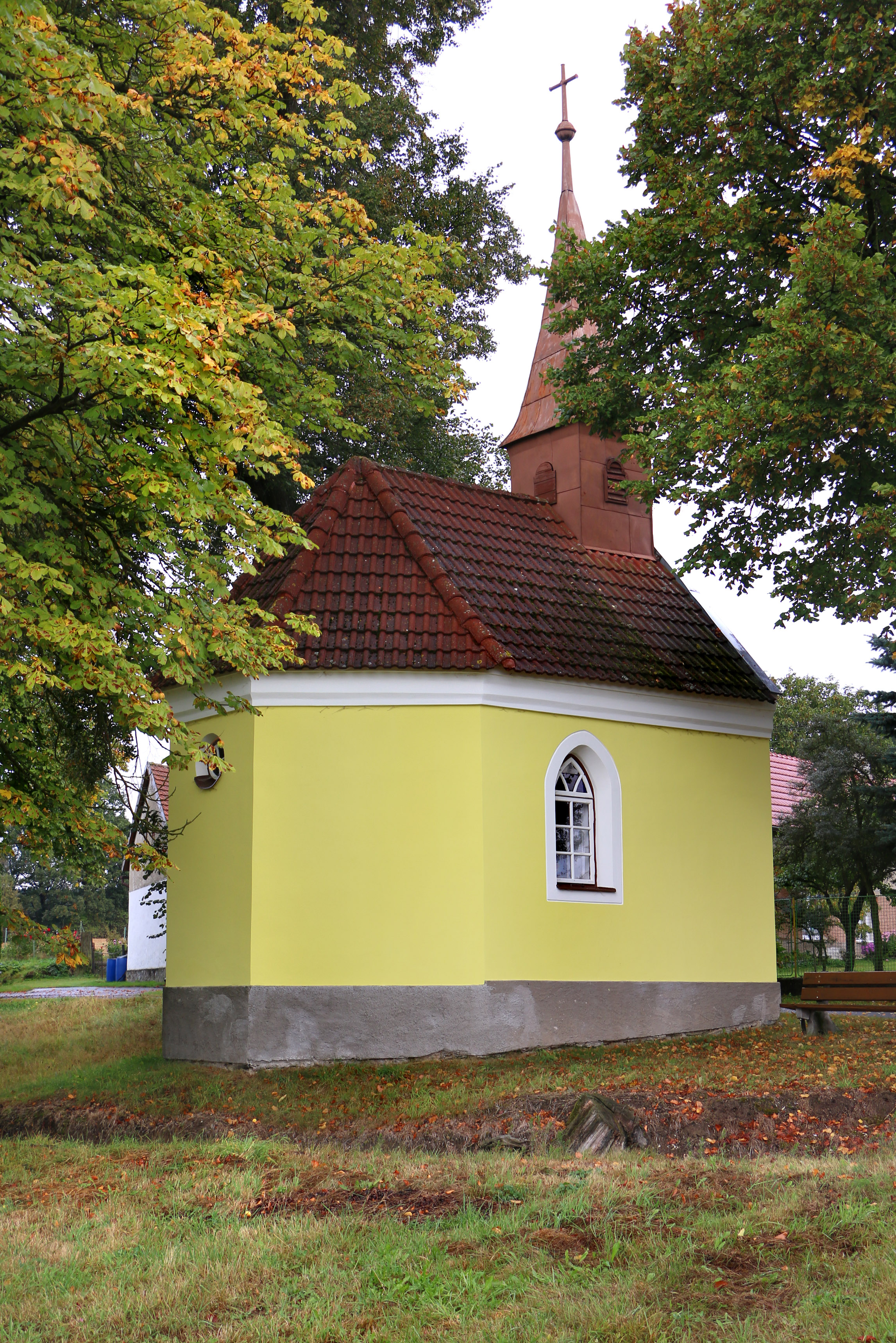
Kaple na návsi
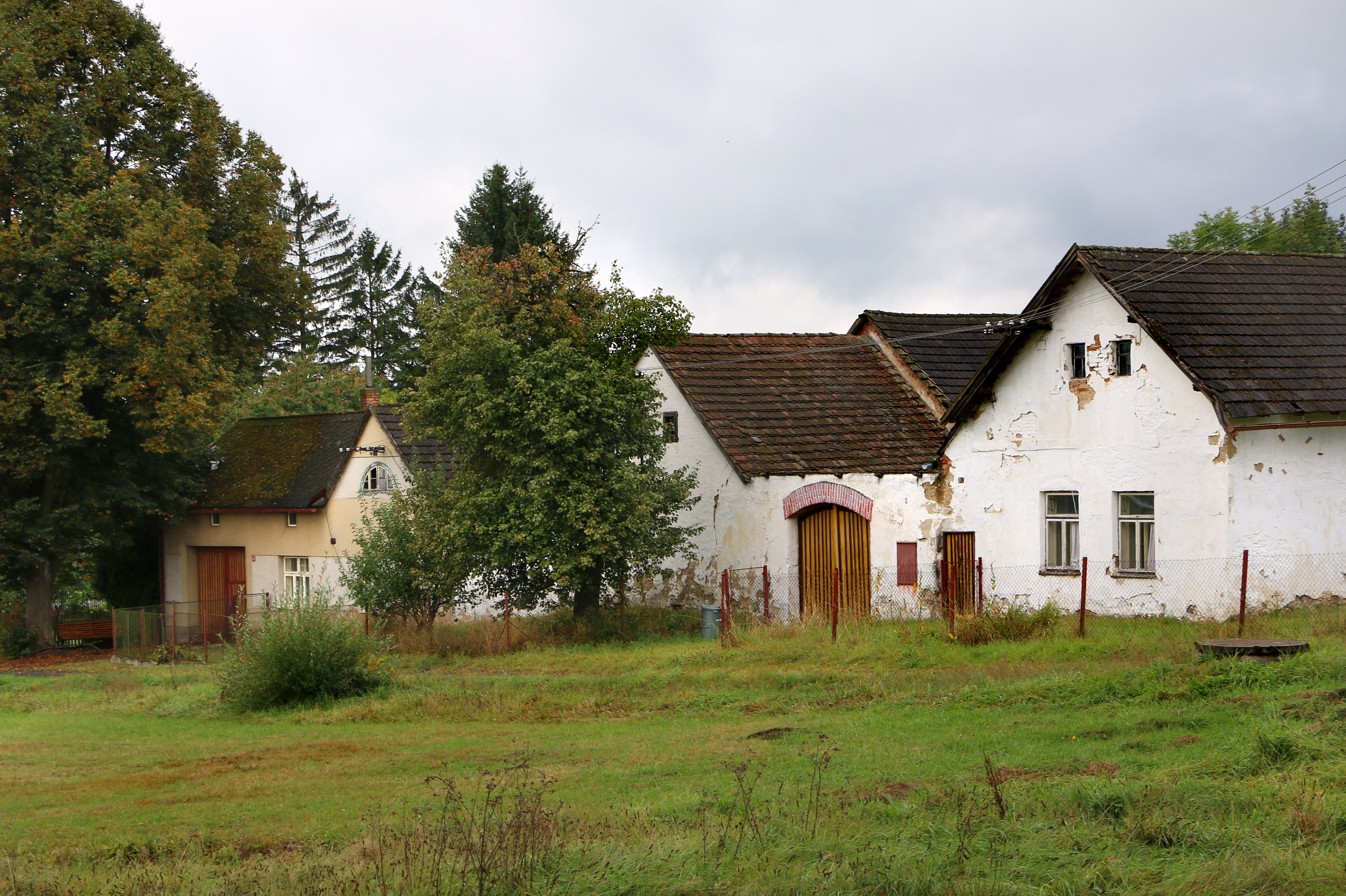
Dům čp. 9
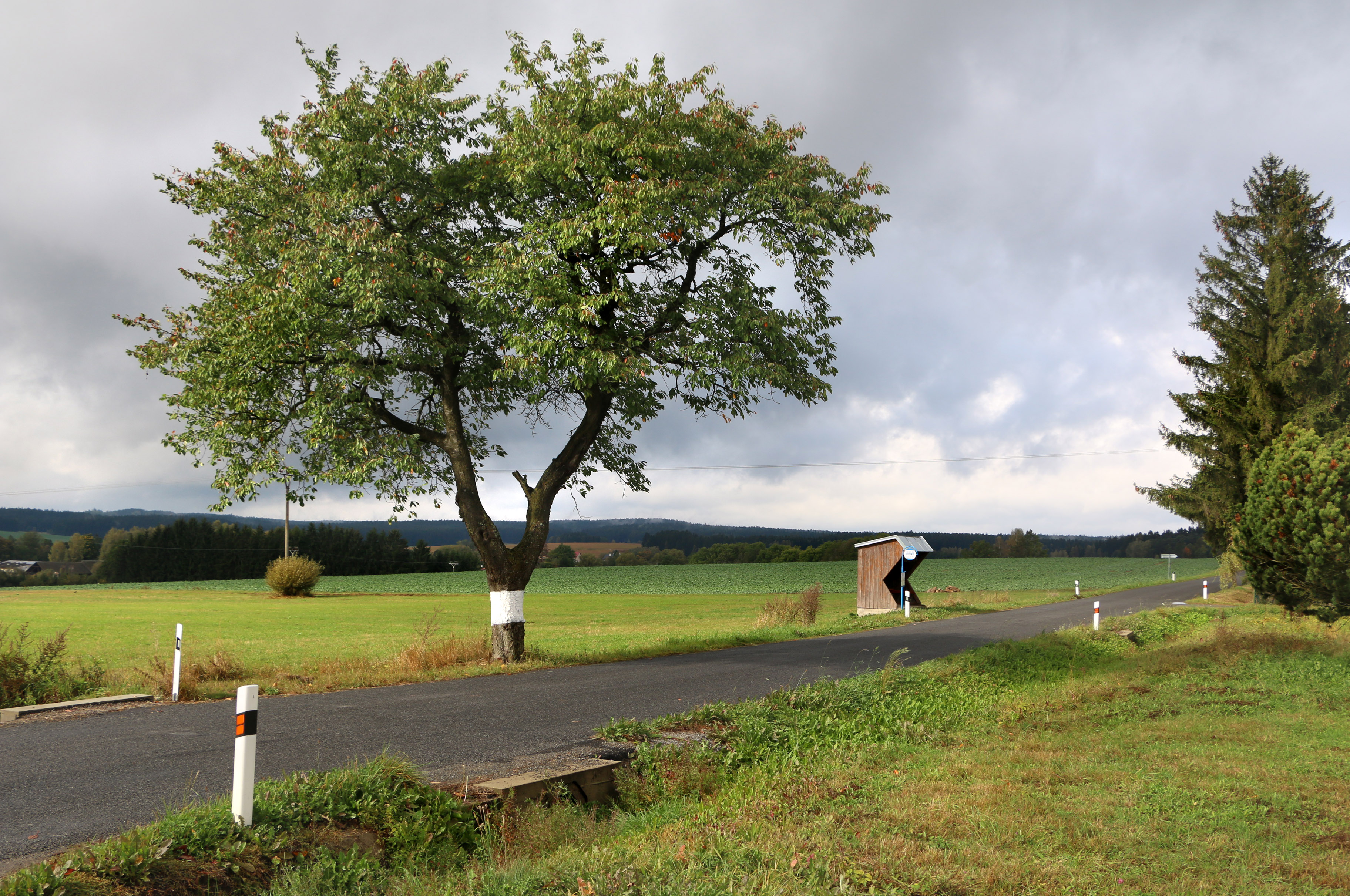
Malá zastávka